# Горбунов, Юний Алексеевич
Юний Алексеевич Горбунов (26 сентября 1938, Рязанская область — 28 октября 2021, Екатеринбург) — русский писатель, публицист, редактор и историк литературы и книжного дела. Член Союза писателей России (1992). Лауреат Премии имени П. П. Бажова (2000).

## Биография
Родился 26 сентября 1938 года в станице Мамыши, Пителинского района Рязанской области, позже его семья переехала в город Серов Свердловской области.
С 1962 по 1967 год одновременно с работой на Серовском металлургическом заводе обучался на заочном отделении факультета журналистики Уральского государственного университета. С 1967 по 1977 год работал собственным корреспондентом в газетах «Сталь», «Уральский рабочий» и «Серовский рабочий». С 1977 по 1980 год — литературный сотрудник и редактор отдела прозы, с 1980 по 1983 год — заместитель главного редактора журнала «Урал». С 1983 года — редактор и заведующий отделом истории и краеведения журнала «Уральский следопыт».
Член Союза писателей России с 1992 года, член Свердловской областной организации Союза писателей России. Действительный член-академик Академии искусств и художественных ремёсел имени Демидовых (ЮНЕСКО). Основные интересы Горбунова были связаны с вопросами в области истории издательского дела и литературного краеведения, изучал деятельность известного книжного издателя Ф. Ф. Павленкова. В 1992 году был одним из создателей клуба «Уральский библиофил» созданного под эгидою ЮНЕСКО при краеведческом отделе Свердловской областной научной библиотеки. С 1997 года был основателем и первым президентом Всероссийской общественной организации «Содружество павленковских библиотек», которое объединяет более трёхсот сельских библиотек по всей России. Горбунов являлся автором-составителем словаря «Писательницы России», серии литературно-исторических очерков «Женщины Древней Руси» а также инициатором создания, одним из авторов и составителем 4-х выпусков первого в России сборника по библиофильству и книговедению — «Уральский библиофил». С 2000 года был координатором и автором серии книг «Урал: история в ликах городов».
В 2000 году «За книгу исторических очерков „На государевой дороге“» был удостоен — Премии имени П. П. Бажова.
Скончался 28 октября 2021 года, похоронен на Широкореченском кладбище Екатеринбурга.

## Премии
- Премия имени П. П. Бажова (2000)